# Ca la Venta
Ca la Venta és una masia d'Oristà (Lluçanès) inclosa a l'Inventari del Patrimoni Arquitectònic de Catalunya.

## Descripció
Masia de planta rectangular i coberta a doble vessant lateral a la façana principal.
Els murs estàn formats per pedres irregulars i morter. L'edifici conté planta baixa, pis i golfes. Al voltant de la casa hi ha diverses construccions annexes que servien de corts, una tina per recollir l'aigua i dependències dels serveis de la casa.
La porta adovellada d'entrada centra la façana principal, al pis hi ha tres finestres i al seu damunt tres petites obertures alineades, totes amb llinda, muntants i ampits de pedra tallada.
A la part del darrere de la casa hi ha uns grans blocs de pedra incrustats al mur.

## Història
El nom de "Aventa" apareix documentat per primera vegada el 1147.